# اللجنة الأولمبية الروسية
اللجنة الأولمبية الروسية (ROC) ((بالروسية: Олимпийский комитет России)‏، Olympiyskiy Komitet Rossii, OKR، الاسم الكامل: اللجنة الأولمبية الروسية للاتحاد الاجتماعي المتحد لعموم الروس، Общероссийский союз общественных объединений «Олимпийский комитет России»)، هي اللجنة الأولمبية الوطنية الممثلة لروسيا.
نشَأَت اللجنة الأولمبية الروسية (ROK) في 16 مارس عام 1911 من قبل ممثلي الجمعيات الرياضية الروسية في اجتماع في سان بطسبرغ، في مقر الجمعية الإمبراطورية الروسية لإنقاذ المياه.

## الهدف العام
تعمل اللجنة على إدراج الرياضة الوطنية الروسية التقليدية، المعروفة بأسم الباندي، في الألعاب الأولمبية الشتوية.

## تعليق اللجنة
في ديسمبر 2017، علقت اللجنة الأولمبية الروسية بصفة فورية بعد قرار المجلس التنفيذي للجنة الأولمبية الدولية بحظر المنتخب الروسي من المشاركة في الألعاب الأولمبية الشتوية 2018 في أعقاب التحقيق في تعاطي اللاعبين الروسيين، برعاية الدولة، المنشطات الرياضية. سيتنافس اللاعبون الروسيون كمشاركين حياديين في هذه الألعاب.

## الرؤساء
| الرئيس                          | في المنصب |
| ------------------------------- | --------- |
| فياتشسلاف سرزنفسكي              | 1911–1918 |
| فيتالي سميرنوف                  | 1992–2001 |
| ليونيد تياكاتشف                 | 2001–2010 |
| ألكسندر جوكوف                   | 2010–2018 |
| ستانيسلاف أليكسيفيتش بوزدنياكوف | 2018–الأن |

## معلومات عامة
- اللجنة الأولمبية الروسية هي الاتحاد الروسي بالكامل للجمعيات العامة ومواطني الاتحاد الروسي والكيانات القانونية الروسية. هي جمعية مستقلة، طوعية، غير حكومية، تتمتع بالحكم الذاتي، وغير تجارية للثقافة البدنية والصحة والرياضة، معترف بها من قبل اللجنة الأولمبية الدولية (IOC). تعمل لفترة غير محدودة في المكتب وتسترشد في أنشطتها بموجب دستور الاتحاد الروسي، والقانون الاتحادي «بشأن الجمعيات العامة» وغيرها من قوانين الاتحاد الروسي، والميثاق الأولمبي.
- هي جزء من الحركة الأولمبية، وتبني عملها وفقا للميثاق الأولمبي للجنة الأولمبية الدولية، وتطيع قرارات اللجنة الأولمبية الدولية، وتمثل الاتحاد الروسي في الألعاب الأولمبية، وكذلك في جميع المسابقات الرياضية الإقليمية والقارية والعالمية التي تعقدها اللجنة الأولمبية الدولية أو تحت رعايتها.